# Przysiecz
Przysiecz est une localité polonaise du gmina de Prószków dans la voïvodie et le powiat d'Opole.